# Craig Wilson
Craig Martin Wilson (Beeville, 5 febbraio 1957) è un ex pallanuotista statunitense, vincitore di due medaglie di argento alle olimpiadi di Seul 1988 e Los Angeles 1984, di un oro in Coppa del Mondo e di tre medaglie ai Giochi Panamericani (oro nel 1983 e nel 1987, argento nel 1991). Nel 1991 ha indossato la calottina del C.N. Barcelona. Nel 2000 è stato inserito nella International Swimming Hall of Fame.